# Лоэнштейн, Даниэль Каспар фон
Даниэль Каспар фон Лоэнштейн (нем. Daniel-Kaspar von Lohenstein; 25 января 1635, Нимпч, Бригское герцогство, Польша — 28 апреля 1683, Бреслау) — немецкий адвокат, дипломат, переводчик, поэт эпохи барокко. Наряду с Гансом Асманом фон Абшацем, Андреасом Грифиусом и Христианом Гофманом фон Гофмансвальдау считается
одним из главных представителей так называемой «второй силезской школы» в немецкой поэзии, ставившей своим идеалом «новое и необычное, изящное и галантное» и подражавшей итальянским поэтам Джамбаттиста Марино и Баттиста Гварини.

## Биография
Сын налогового и акцизного чиновника. Будучи 11-летним учеником школы Марии Магдалины в родном городе, участвовал в споре о квалификации, необходимой для дворянина, используя древние примеры. В возрасте пятнадцати лет написал свою первую трагедию «Ибрагим».
После окончания средней школы Касперу пришлось покинуть Бреслау, потому что там ещё не было университета. В 1595—1666 годах он обучался юриспруденции у основателя немецкого уголовного права Бенедикта Карпцова в Лейпцигском университете), затем в Тюбингенском университете у Вольфганга Адама Лаутербаха, с которым вступил в юридический диспут в июне 1655 года (Disputatio Juridica De Voluntate).
По окончании юридического факультета в июне 1655 года совершил обязательный для образованных молодых людей гранд-тур по Европе, побывал в королевских судах Германии, а также в Швейцарии, посетил Лейден, Утрехт и Вену. Из-за эпидемии чумы он не смог побывать в Италии, зато провёл некоторое время в Венгрии Османской империи, где познакомился с турецкой, в частности, и восточной культурой.
Вызванный отцом, возвращаясь на родину на корабле, попал в сильный шторм, во время которого потонули тринадцать судов, и получил опыт, который не смог забыть всю свою жизнь. Вернувшись домой, стал работать адвокатом в Бреслау.
Служил синдиком в Бреслау. После окончания Тридцатилетней войны вёл переговоры с императором Священной Римской империи Леопольдом I, позже несколько раз использовался советом города Бреслау с дипломатическими целями. В 1675 году он был назначен имперским советником.
Умер от инсульта.

## Творчество
Наряду с работой адвокатома и дипломатом занимался литературным творчеством.
Автор шести трагедий и сборника лирических стихотворений «Цветы», частью духовного, частью светского содержания. По примеру своего друга Гофмансвальдау и его итальянских работ, старался действовать на читателя внешними эффектами, вычурным картинным языком, сценами жестокости и сладострастия (Клеопатра, Эпихарис, Агриппа, султан Ибрагим) и т. п. По мнению ЭСБЕ, «в драматической концепции не пошёл дальше грубых театральных приёмов, а язык его представляется верхом вымученной псевдопоэтической напыщенности».
Боготворимый современниками, он сделался впоследствии главной целью насмешек против безвкусия второй силезской школы, так наз. лоэнштейнианства.
Относящийся к последним годам его жизни большой роман «Grossmütiger Feldherr Arminius oder Hermann, nebst seiner durchlauchtigsten Thusnelda» (Лейпциг, 1689—1690), законченный Христианом Вагнером, интересен лишь как предвестник учёных патриотически-археологических романов.

## Избранные сочинения
- Ibrahim, 1649/1650 (издано посмертно в 1685)
- Cypress-Tafel, 1652
- Denk- und Dankaltar, 1652
- Ibrahim, Trauerspiel, 1653
- Rechtsstreit der Schönheit und Freundlichkeit, 1657
- Trauer- und Trostgedanken, 1658
- Schuldiges Ehren-Gedächtnis, 1660
- Cleopatra, Drama, 1661
- Redender Totenkopf, 1662
- Erlangte Ewigkeit, 1664
- Agrippina, 1665
- Epicharis, 1665
- Ibrahim Sultan, 1673
- Blumen, Gedichte, 1680
- Geistliche Gedanken, 1680
- Trauer- und Lustgedichte, 1680
- Sophonisbe, 1680
- Großmütiger Feldherr Arminius, 1689-90